# Pascal Lee
 (septembre 2023).
La mise en forme du texte ne suit pas les recommandations de Wikipédia : il faut le « wikifier ».
Les points d'amélioration suivants sont les cas les plus fréquents. Le détail des points à revoir est peut-être précisé sur la page de discussion.
- Les titres sont pré-formatés par le logiciel. Ils ne sont ni en capitales, ni en gras.
- Le texte ne doit pas être écrit en capitales (les noms de famille non plus), ni en gras, ni en italique, ni en « petit »…
- Le gras n'est utilisé que pour surligner le titre de l'article dans l'introduction, une seule fois.
- L'italique est rarement utilisé : mots en langue étrangère, titres d'œuvres, noms de bateaux, etc.
- Les citations ne sont pas en italique mais en corps de texte normal. Elles sont entourées par des guillemets français : « et ».
- Les listes à puces sont à éviter, des paragraphes rédigés étant largement préférés. Les tableaux sont à réserver à la présentation de données structurées (résultats, etc.).
- Les appels de note de bas de page (petits chiffres en exposant, introduits par l'outil «  Source ») sont à placer entre la fin de phrase et le point final[comme ça].
- Les liens internes (vers d'autres articles de Wikipédia) sont à choisir avec parcimonie. Créez des liens vers des articles approfondissant le sujet. Les termes génériques sans rapport avec le sujet sont à éviter, ainsi que les répétitions de liens vers un même terme.
- Les liens externes sont à placer uniquement dans une section « Liens externes », à la fin de l'article. Ces liens sont à choisir avec parcimonie suivant les règles définies. Si un lien sert de source à l'article, son insertion dans le texte est à faire par les notes de bas de page.
- La présentation des références doit suivre les conventions bibliographiques. Il est recommandé d'utiliser les modèles {{Ouvrage}}, {{Chapitre}}, {{Article}}, {{Lien web}} et/ou {{Bibliographie}}. Le mode d'édition visuel peut mettre en forme automatiquement les références.
- Insérer une infobox (cadre d'informations à droite) n'est pas obligatoire pour parachever la mise en page.

Pour une aide détaillée, merci de consulter Aide:Wikification.
Si vous pensez que ces points ont été résolus, vous pouvez retirer ce bandeau et améliorer la mise en forme d'un autre article.
Pascal Lee, (né en 1964) est cofondateur et directeur du Mars Institute (en), planétologue au SETI Institute et chef du projet Horton-Mars (HMP) au centre de recherche Ames de la NASA à Mountain View, en Californie.
Les recherches de Pascal Lee se concentrent autour de Mars, les astéroïdes et les cratères d'impact, en particulier en lien avec l'histoire de l'eau sur les planètes et la possibilité d'une vie extraterrestre. Il est connu internationalement pour ses travaux sur les analogues de la Lune et de Mars,, dans l'Arctique, l'Antarctique et d'autres environnements extrêmes sur Terre. Il a été le premier à proposer le modèle « Mars Always Cold, Sometimes Wet » de l'évolution de Mars, basé sur des études de terrain sur la géologie des régions polaires de la Terre.
En 1988, Lee a hiberné pendant 402 jours à la station Dumont d'Urville, Terre Adélie, Antarctique, où il a servi comme géophysicien en chef de la station. Il a également participé à cinq campagnes d'été en Antarctique en tant que géologue et planétologue, principalement en tant que membre du programme américain "Antarctic Search for Meteorites" (ANSMET ).
En 1997, Lee a lancé le "Haughton-Mars Project" (HMP). Il s'agit d'un projet international de recherche multidisciplinaire sur le terrain centré sur des études scientifiques et d'exploration du cratère d'impact Haughton et du terrain environnant sur l'île Devon, dans l'Arctique canadien, considéré comme un site analogique pour la Lune et Mars.

## Premières années
Pascal Lee a commencé ses recherches sur la planète Mars en tant qu'étudiant stagiaire auprès d'Audouin Dollfus à l'Observatoire de Paris et de Philippe Masson à l'Université Paris-Sud.

## Années à Cornell
Pascal Lee a étudié l'astronomie et les sciences spatiales à Cornell et a travaillé comme assistant de recherche et d'enseignement pour son directeur de thèse Joseph Veverka et Carl Sagan. La thèse de doctorat de Pascal Lee s'intitulait : "Physical properties and processing of asteroid regoliths and interiors".

## Missions Mars
En 2006, Pascal Lee était le principal chercheur de l'étude conceptuelle de mission intitulée « Phobos Reconnaissance and International Mars Exploration » ou PRIME Mars proposée conjointement par le Mars Institute, Optech Inc. et MDA à l'Agence spatiale canadienne.
Pascal Lee est actuellement chercheur principal de l'étude conceptuelle de la mission « Hall » de la NASA, ainsi qu'une étude conceptuelle de la mission de retour d'échantillons Phobos et Deimos de classe New Frontiers.

## Projet Haughton-Mars
Le projet Haughton-Mars est un projet d'envergure internationale de recherche multidisciplinaire sur le terrain centré sur les études scientifiques et d'exploration du cratère d'impact Haughton et du terrain environnant sur l'île Devon, dans l'Arctique canadien, considéré comme un site analogique pour la Lune et la planète Mars.

## Rovers pressurisés
En mai 2003, Pascal Lee a dirigé une expédition hivernale dans l'Arctique pour conduire le Mars-1 Humvee Rover du Mars Institute depuis Resolute Bay sur l'île Cornwallis jusqu'au cap McBain sur l'île Devon, à travers les 40 kilomètres du canal Wellington. Lee était accompagné de l'explorateur américain John Schutt et des guides de terrain inuits canadiens Paul Amagoalik et Joe Amarualik de Resolute Bay. La traversée a été un succès et Mars-1 sert depuis lors dans le cadre du projet Haughton-Mars en tant que laboratoire mobile de terrain et véhicule concept pour les futurs rovers pressurisés destinés à être utilisés sur la Lune ou sur Mars. La première traversée simulée d'un champ de rover pressurisé de la NASA a été réalisée dans le cadre du projet Haughton-Mars en juillet 2008 à l'aide du Mars-1. Pascal Lee commandait la mission tandis qu'Andrew Abercromby du Johnson Space Center de la NASA était responsable de l'enquête sur la traversée du rover.
En avril 2009, Pascal Lee a dirigé l'expédition s'appelant "Northwest Passage Drive" pour transporter un deuxième Humvee, le "Moon-1" Humvee Rover jaune vif, de Kugluktuk, au Nunavut, à l'île Devon, sur la glace de mer. Pascal Lee était accompagné des vétérans John Schutt et Joe Amarualik, du technicien de l'expédition Jesse Weaver et du caméraman Mark Carroll de Jules Verne Adventures. L'équipe a réussi à conduire la distance de 494 km en 8 jours de Kugluktuk à Cambridge Bay, le long du légendaire passage du Nord-Ouest, établissant ainsi un record de la plus longue distance parcourue sur la glace de mer dans un véhicule routier. Les projets de route de Cambridge Bay à Resolute Bay ont été abandonnés en raison des conditions extrêmement difficiles des glaces de mer. À un moment donné sur le trajet de Kugluktuk à Cambridge Bay, le "Moon-1" est en partie tombé à travers un chenal (fissure dans la glace marine), mais a finalement été secouru par l'équipe d'expédition. Le "Moon-1" a finalement été transporté de Cambridge Bay à Resolute Bay où il a patienté un an avant de terminer son voyage vers l'île Devon.

## Habitats martiens
En 1998, Lee a proposé la création d'un habitat de type « Mars Lander » au cratère Haughton sur l'île Devon pour soutenir les études sur le terrain des exigences de la future exploration humaine de la planète Mars. Après avoir cofondé la Mars Society, Pascal Lee a dirigé le développement, la création et les premières opérations de la « Flashline Mars Arctic Research Station » ou "FMARS", le premier habitat martien simulé au monde. Le "FMARS" a été conçu par Pascal Lee pour servir de nouvel élément de recherche du projet Haughton-Mars . La Mars Society a collaboré au "HMP" tout au long de la saison de terrain de 2001, mais depuis l'année 2002, la société n'est plus partenaire du HMP,,.